# Neotheronia bostrandae
Neotheronia bostrandae là một loài tò vò trong họ Ichneumonidae.